# Тяговая подстанция

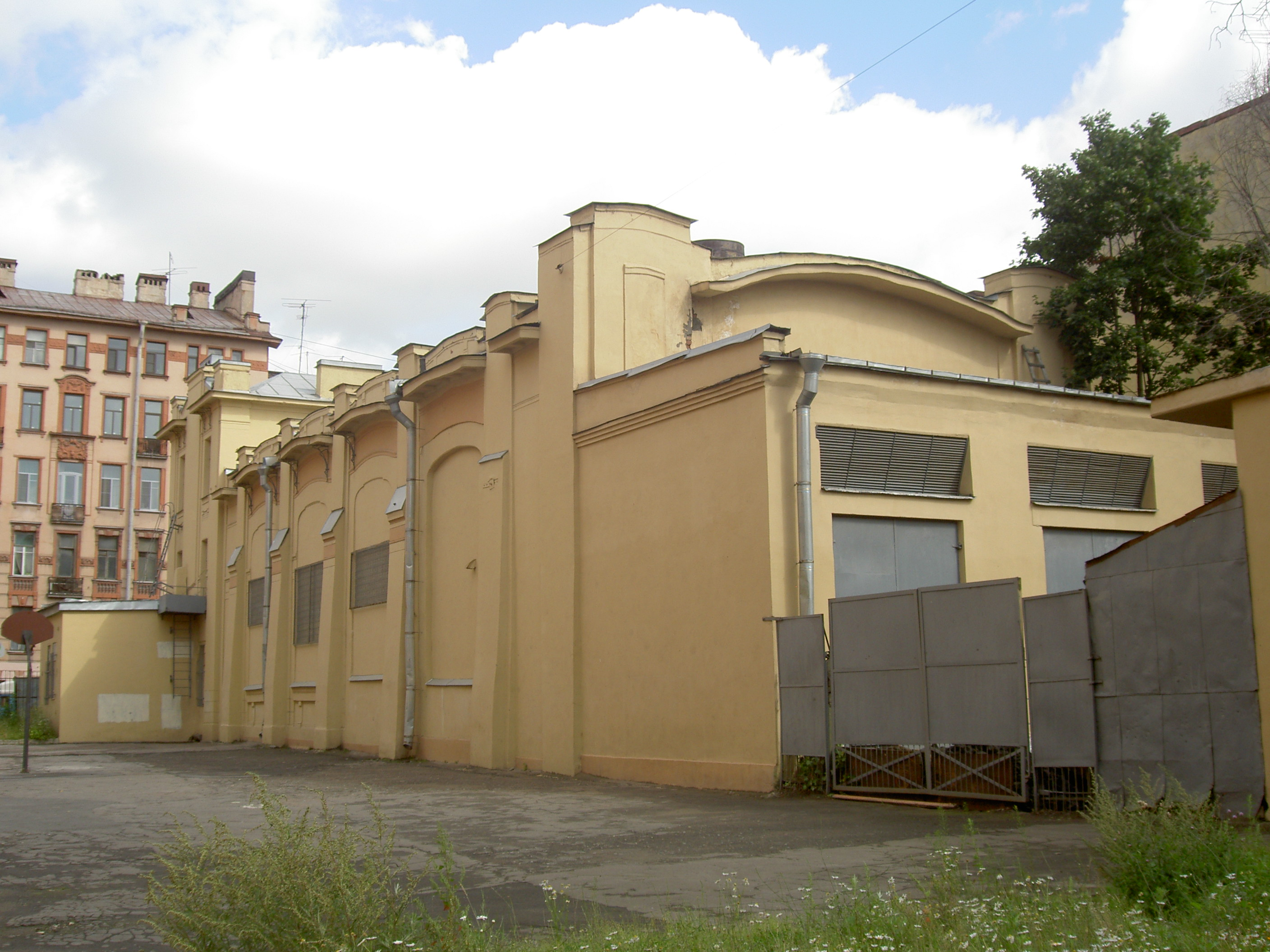
Тяговая подстанция «Горэлектротранс» в Санкт-Петербурге по адресу 11-я Красноармейская ул., 28. Вид с 12-й Красноармейской улицы.

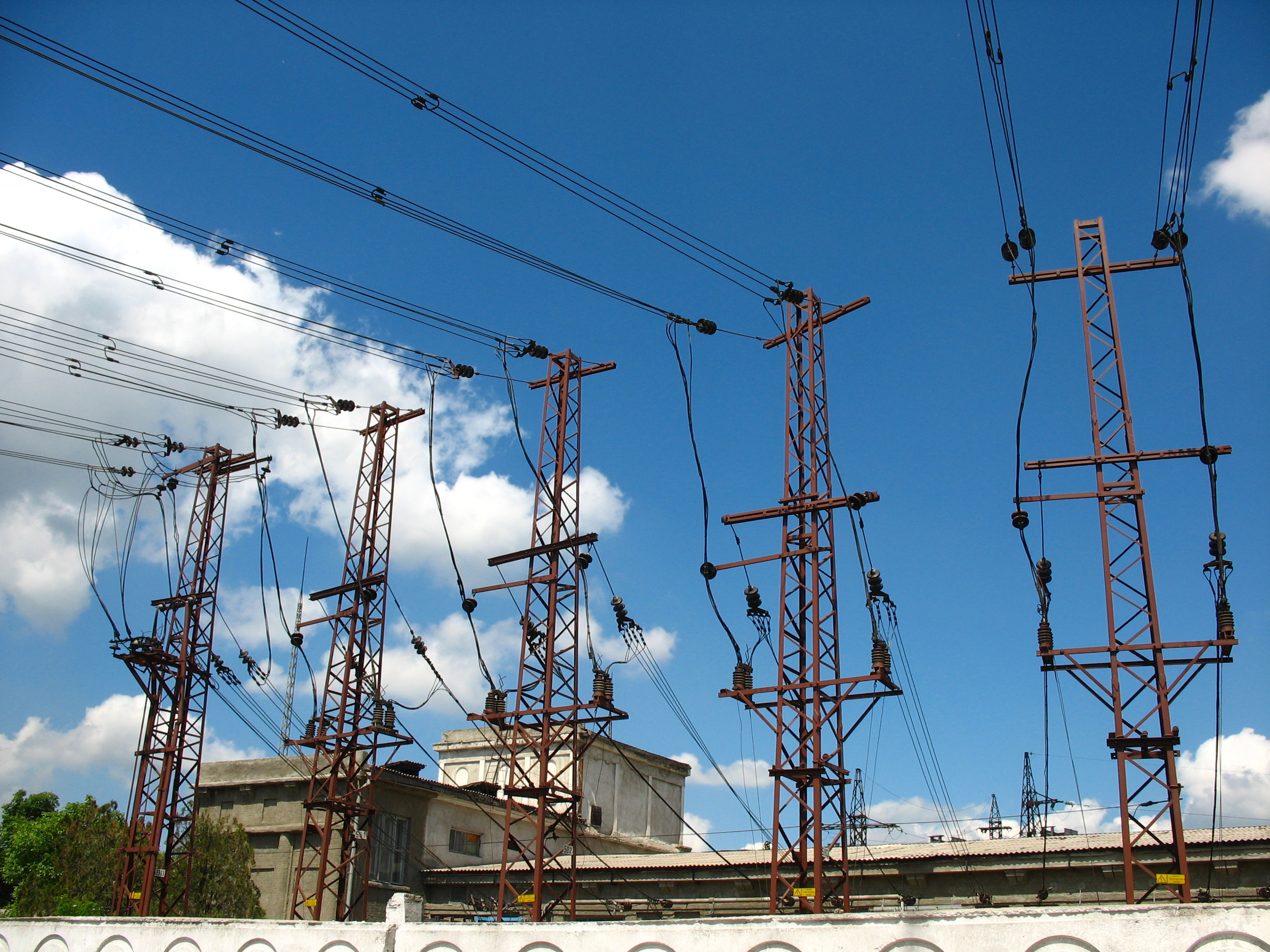
Железнодорожная тяговая подстанция

Тя́говая подста́нция — электроустановка, предназначенная для понижения электрического напряжения и последующего преобразования (выпрямления) тока (для подстанций постоянного тока) с целью передачи его в контактную сеть для обеспечения электрической энергией электровозов, электропоездов, трамваев и троллейбусов. Тяговые подстанции бывают постоянного и переменного тока.

## Тяговые подстанции железной дороги
Тяговая подстанция железной дороги предназначена для распределения, преобразования электроэнергии, питания тяговых (электроподвижного состава) и нетяговых железнодорожных потребителей.
Тяговые подстанции железной дороги получают электроэнергию от энергосистем через систему внешнего электроснабжения, после чего энергия распределяется между тяговыми (через систему тягового электроснабжения) и нетяговыми потребителями.

### Классификация
По способу присоединения к системе внешнего электроснабжения:
- Опорная (узловая) – получает питание от сети внешнего электроснабжения по трём и более линиям электропередачи напряжением 110 или 220 кВ, и служит источником питания для других тяговых подстанций.
- Тупиковая (концевая) – получает питание по двум радиальным ЛЭП от соседней подстанции.
- Промежуточная – получает питание по вводам от двух соседних подстанций.

Промежуточные в свою очередь делятся на:
- Транзитная (проходная) – включается в рассечку ЛЭП.
- Отпаечная – подключается к отпайкам или ответвлению ЛЭП.

По системе электрической тяги:
- Постоянного тока 3,3 кВ
- Переменного тока 27,5 кВ
- Переменного тока 2×25 кВ
- Переменного тока 2×27,5 кВ
- Стыковые

По типу преобразователей:
- Выпрямительные
- Выпрямительно-инверторные

По значению питающего напряжения:
6, 10, 35, 110, 220 кВ
По системе управления:
- Телеуправляемые
- Нетелеуправляемые

По способу обслуживания:
- Без дежурного персонала
- С дежурством на дому
- С постоянным дежурным персоналом

По типу:
- Стационарные
- Передвижные

### Схемы питания тяговых подстанций
Максимальное расстояние между соседними тяговыми подстанциями: 15 км на постоянном токе и 50 км – на переменном.
Каждая тяговая подстанция получает питание от двух независимых источников, так как электрифицированные железные дороги являются потребителем первой категории.
Питание тяговых подстанций может осуществляется по одноцепной ЛЭП, двухцепной ЛЭП на общих и на раздельных опорах.
При питании от одноцепной линии между опорными подстанциями располагаются не более трёх транзитных подстанций.
При питании от двухцепной линии на общих опорах:
- для ЛЭП-220 кВ — не более пяти транзитных при электрической тяге как на переменном, так и постоянном токе;
- для ЛЭП-110 кВ — не более пяти транзитных при электрической тяге на постоянном и трех — на переменном токе.

При питании от двухцепной линии на раздельных опорах:
- для ЛЭП-220 кВ — не более пяти подстанций (2 транзитные 3 отпаечные) при электротяге как на постоянном, так и на переменном токе;
- для ЛЭП-110 кВ — не более пяти подстанций (2 транзитные 3 отпаечные) при электрической тяге на постоянном и трех (2 транзитные 1 отпаечная) — на переменном токе.

### Структура тяговых подстанций
Ввод
На тяговые подстанции железной дороги поступает энергия напряжением 110, 220 кВ, на некоторые старые тяговые подстанции постоянного тока может поступать напряжение 35 кВ.
Тяговые подстанции имеют от 2 (на транзитных, отпаечных, тупиковых подстанциях) до 6 (на опорных подстанциях) вводов.
Распределительное устройство высокого напряжения
Обычно это РУ 110 или 220 кВ, от них через понижающий трансформатор энергия поступает на РУ 6 (10), 35 кВ, а также на тяговое РУ 27,5 кВ.
На некоторых подстанциях постоянного тока РУ высокого напряжения может быть 35 кВ, в этом случае от него питаются: через преобразовательный агрегат тяговое РУ 3,3 кВ, трансформаторы собственных нужд, РУ 6 (10) кВ, а также нетяговые потребители.
Схемы РУ высокого напряжения различаются в зависимости от типа подстанции.
Распределительные устройства низкого напряжения
На тяговых подстанциях переменного тока РУ 6 (10) и 35 кВ используются только для питания нетяговых потребителей.  Для питания тяговых потребителей, а также трансформаторов собственных нужд используется РУ 27,5 кВ.
На тяговых подстанциях постоянного тока РУ 6 (10) кВ используются для питания: через преобразовательный агрегат РУ 3,3 кВ, трансформаторов собственных нужд, а также нетяговых потребителей. РУ 35 кВ используется только для питания нетяговых потребителей, за исключением случаев, когда РУ 35 кВ является основным.
Преобразовательные агрегаты
Выпрямители и инверторы используются на тяговых подстанциях постоянного тока для питания РУ 3,3 кВ выпрямленным током и для возврата энергии, вырабатываемой при рекуперативном торможении из контактной сети в общую сеть переменного тока.
Фидеры
Фидеры используются для присоединения к распределительным устройствам тяговой подстанции контактной сети и других потребителей электроэнергии.

### Тяговые подстанции постоянного тока
Тяговые подстанции постоянного тока в России строятся вдоль полотна железной дороги на расстоянии 10—15 км одна от другой. Это расстояние зависит как от объёмов движения поездов, так и от профиля пути. Получают электроэнергию от подстанций ФСК «ЕЭС России» по воздушным и кабельным линиям электропередачи напряжением 6—220 кВ. Электроэнергия поступает в первичное открытое или закрытое распределительное устройство.
Далее электроэнергия поступает на понижающий трансформатор, откуда подаётся на преобразовательный агрегат (выпрямитель). С преобразовательного агрегата выпрямленный ток подаётся на основную и резервную системы шин и распределяется в контактную сеть через быстродействующие выключатели.

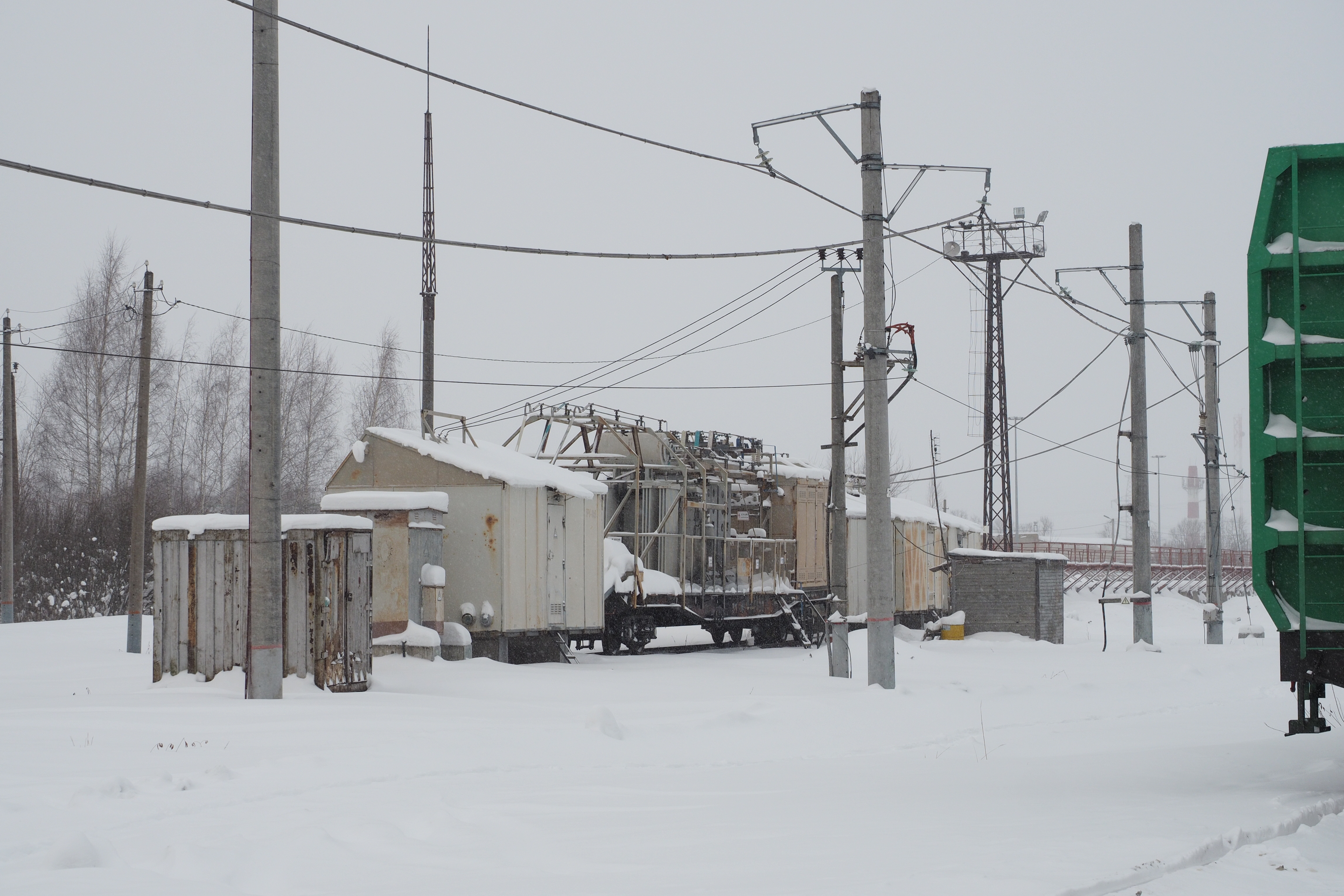
Тяговая подстанция, смонтированая на вагоне, для обслуживания малодеятельной линии. Егорьевск.

В связи с широким использованием на современном электротранспорте рекуперативного торможения на тяговых подстанциях (в основном железнодорожных) начинают использоваться инверторы, передающие энергию из контактной сети в общую сеть переменного тока. Выключение выпрямителя и включение инвертора производится автоматически при повышении напряжения контактной сети выше номинального.
В Российской Федерации номинальное напряжение тяговой сети железных дорог установлено на уровне 3300 В Правилами технической эксплуатации железных дорог Российской Федерации. В тяговых сетях трамваев и троллейбусов используется напряжение 600 В, метрополитена — 825 В.

## Тяговые подстанции наземного электротранспорта
Тяговые подстанции трамваев и троллейбусов служат для преобразования трехфазного переменного тока (обычно напряжением 6 или 10 кВ) в постоянный ток. Напряжение постоянного тока для городского электротранспорта в большинстве городов мира принято: на токоприёмнике трамвая и троллейбуса 550 В, на шинах тяговых подстанций 600 В.
Питание тяговых подстанций электроэнергией производится по воздушным или кабельным линиям напряжением 6 или 10 кВ от энергосистемы.

### Классификация
По способу работы и обслуживанию:
- С обслуживающим персоналом (автоматизированные и нет)
- Автоматические, без обслуживающего персонала
- Телеуправляемые, без обслуживающего персонала

Обслуживающий персонал на тяговых подстанциях используется в основном в небольших городах, где количество подстанций малое и системы телеуправления не рациональны, либо на важных подстанциях в больших системах электротранспорта. Кроме того, часто пункты управления подстанциями размещаются на одной из них, поэтому такая подстанция становится обслуживаемой.
Но, даже при наличии персонала на подстанции, управление на ней может быть автоматизировано, и человек выполняет лишь наблюдение (кроме аварийных ситуаций)
Автоматические подстанции редко могут использоваться без персонала и не имея никакого внешнего управления. Но они имеют самую низкую надёжность электроснабжения, поэтому используются лишь для малозначимых линий с низкой интенсивностью движения.
В средних и крупных системах электротранспорта подстанции управляются дистанционно, по системе телеуправления. Персонал на них не используется, оперативные переключения выполняются из районных центров управления.
По структуре:
- Одноагрегатные
- Многоагрегатные

Одноагрегатные подстанции предлагалось располагать для систем децентрализованого электроснабжения, на вылетных линиях. Но они не получили широкого распространения ввиду невысокой надёжности, так как агрегат может часто выходить из строя, кроме того, он требует частого обслуживания, которое ограничивается в таком случае режимом работы электротранспорта. Поэтому на таких линия более удобны двухагрегатные подстанции.
В централизованных системах электроснабжения, коих большинство, применяются 3-х агрегатные, а также 2-х и 4-х агрегатные, подстанции, которые обеспечивают достаточный резерв по мощности и по надёжности. Использование централизованной системы позволяет снизить суммарную мощность подстанций, их количество, а значит и затраты на их строительство, обслуживание.
По месторасположению:
- Наземные
  - Открытые
  - Закрытые
- Подземные

### Структура подстанции

#### Ввод
Электроэнергия на тяговые подстанций поступает как правило напряжением 6 или 10 кВ от энергосистемы. Через коммутационную аппаратуру она подаётся на распределительное устройство (РУ) 6/10 кВ.
Коммутационная аппаратура ввода состоит из линейного разъединителя, высоковольтного выключателя (маломасляного, вакуумного или др.) и шинного разъединителя.
Вводов у подстанции может быть до нескольких штук (1, 2, 3), но большинство подстанций на просторах СНГ имеют два: ввод α (основной) и ввод β (резервный). Переход с одного ввода может снабжаться автоматикой

#### Распределительное устройство высокого напряжения
Схемы РУ ВН подстанций достаточно разнообразны. Это может быть одна секция шин, две секции с раздельным подключением к вводам, две секции с возможностью работы от всех вводов и др. Между секциями на мощных подстанциях используются схемы с двумя (возможно и более) секциями шин обеспечивающие высокую их надёжность в случае аварийных ситуаций (КЗ, отключение одной из секций) или ремонта без полного отключения подстанции.
От РУ ВН через коммутационную аппаратуру питаются трансформаторы собственных нужд и преобразовательные агрегаты

#### Преобразовательные агрегаты
Количество преобразовательных агрегатов определяет мощность тяговой подстанции. Их может быть от одного и более, но наибольшее распространение на просторах СНГ имеют 2-х и 3-х агрегатные подстанции.
Преобразовательный агрегат тяговых подстанций трамвая и троллейбуса состоит из трансформатора и выпрямителя. Выпускавшиеся в СССР выпрямительные агрегаты ВАКЛЕ имели номинальный выходной ток 1000 А, 2000 А и, в редких случаях, 3000 А.
Трансформатор агрегата питается напряжением 6/10 кВ и на выходе имеет номинальное переменное напряжение в 565 В. Применяющиеся на тяговых подстанциях трансформаторы обычно имеют вторичную обмотку типа «звезда-обратная звезда» с уравнительным реактором, поэтому на выходе получается шестифазная система напряжения. Реактор соединяет нейтрали звёзд и имеет вывод со своей средней точки. Этот вывод — отрицательный полюс системы постоянного напряжения, поэтому он сразу подключается к РУ отрицательной полярности.
Трансформаторы современных агрегатов могут иметь и другие схемы вторичной обмотки (звезда, треугольник), так как что связано с применением более совершенных выпрямителей, например В-ТПЕД.
Выпрямитель ВАКЛЕ состоит из одного или нескольких блоков БВКЛЕ (номиналом 1000 А). Схема выпрямителя представляет собой двойную схему Миткевича. Выпрямленный ток имеет шестипульсную форму. Выход выпрямителя имеет положительный потенциал и подключается к РУ положительной полярности.
До 1970-х гг. широко использовались ртутные выпрямители

#### Распределительное устройство постоянного тока
Распределительное устройство (РУ) постоянного тока имеет две отдельных части РУ положительной шины (ПШ) и РУ отрицательной шины (ОШ).
РУ ПШ, как правило, имеет две шины, рабочую и запасную. На подстанциях большой мощности рабочая шина может быть разделена на секции, для повышения надёжности и ремонтопригодности.
Рабочая шина РУ ПШ получает питание от выпрямителей через коммутационные аппараты: автоматический быстродействующий выключатель (катодный автомат) и шинный разъединитель.
К рабочей шине через автоматический выключатель подключается запасная шина РУ ПШ. Иногда запасная шина может иметь и дополнительное подключение непосредственно от агрегата (в обход рабочей шины).
РУ ОШ подключается к нулевым точкам трансформаторов (при схеме «звезда-обратная звезда») либо к анодам выпрямителей (на современных агрегатах) через шинные разъединители. Автоматика, как правило отсутствует.
ОШ может заземляться через балластное сопротивление, это актуально для троллейбусных подстанций, так как у трамвайных подстанций это происходит естественным путём через рельсы. При незаземлённом «минусе» система называется изолированной, она позволяет сохранять работоспособность в случае безопасных замыканий на землю одного из полюсов.

#### Фидеры
Фидеры (присоединения, выводы) используются для подключения контактной сети к РУ постоянного тока. Выполняются в виде подземных, надземных кабельных линий или ВЛ.
Количество фидеров определяется мощностью подстанции и разветвлённость сети в зоне энергоснабжения и может колебаться от одного-двух (в децентрализованных системах) до десятка (в централизованных).
Фидер положительной полярности подключается к РУ ПШ через устройство переключателя запасной шины (ПЗШ). ПЗШ имеет два положения рабочее и запасное, при которых соответственно фидер подключается к рабочей шине через линейный автомат (быстродействующий токоограничивающий выключатель) либо к запасной (без автомата). Такая система позволяет выводить для обслуживания линейный автомат без длительного отключения питания фидера, что происходит очень часто.
Фидер отрицательной полярности подключается РУ ОШ лишь через разъединитель.

## Тяговые подстанции метрополитена
Подстанции метрополитена, также, как и подстанции наземного транспорта, предназначены для преобразования трёхфазного переменного тока напряжением 6 или 10 кВ в постоянный ток, но имеют ряд особенностей.

### Классификация
В зависимости от назначения:
- Тяговые
- Понизительные
- Тяговопонизительные (совмещённые)

По месту расположения:
- Наземные
- Подземные

Понизительные подстанции по местоположению на трассе делятся на:
- Основные (у станций)
- Вестибюльные (возле машинных залов эскалаторов)
- Тоннельные (на перегоне)
- Деповские (при депо)

#### Тяговые подстанции
На тяговых подстанциях осуществляется преобразование трехфазного переменного тока напряжением 6—10 кВ, получаемого от энергосистемы города, в постоянный ток номинальным напряжением 825 В для тяговой сети.

#### Понизительные подстанции
На понизительных подстанциях трёхфазный переменный ток напряжением 6—10 кВ, получаемый от тяговых подстанций, трансформируется в трёхфазный переменный ток напряжением 400 и 230/133 В для питания силовых и осветительных нагрузок и устройств СЦБ.

#### Тяговопонизительные подстанции
На тяговопонизительных подстанциях совмещаются электротехнические устройства для электроснабжения тяговой и силовых сетей, СЦБ и осветительных приборов.
Исполнение, количество и расположение подстанций определяют на основе технико-экономических расчётов системы электроснабжения.

### Схемы питания подстанций
Каждая тяговая подстанция должна снабжаться энергией от двух независимых источников.
Питание может осуществляться как по двум
самостоятельным линиям от двух источников, либо от одного источника с
резервированием от второго через кабельную перемычку между подстанциями. В
первом случае каждая линия должна быть рассчитана на всю нагрузку одной
подстанции, так как одна из линий всегда находится в резерве, во втором случае линия должна быть рассчитана на полную нагрузку двух подстанций, а кабельная перемычка – одной.
Вторая схема питания наиболее распространена в системе электроснабжения метрополитенов страны, так как является более экономичной, а
также обеспечивает надёжность и удобство в оперативной работе.
Для электроснабжения понизительных подстанций
применяются централизованные схемы, которые могут быть двух видов:
Питание по радиальным линиям – такая схема применялась на первых участках строительства Московского метрополитена, но из-за необходимости в большом количестве кабелей и ячеек распределительных устройств была принята другая схема.
Питание по линиям и перемычкам – более экономически целесообразная схема, обладающая достаточной надёжностью при объединении в группы нескольких понизительных подстанций.
Каждая из них имеет две самостоятельные секции шин
6—10 кВ, которые в нормальном режиме работают раздельно, получая питание от разных источников энергосистемы через шины двух тяговых подстанций.  Повреждение любой питающей линии не приводит к перерыву электроснабжения. При необходимости обе секции шин могут быть объединены секционным выключателем.
К каждой секции шин 6—10 кВ подключены по одному трансформатору силовой и осветительной нагрузок, а также трансформатор нагрузок СЦБ. При выходе из строя одного трансформатора или одной секции шин 6—10 кВ
оставшиеся в работе трансформаторы обеспечивают питание всех ответственных нагрузок данного вида.
Для питания совмещённых тяговопонизительных подстанций используется децентрализованная схема, впервые такая система была применена на первой линии Ленинградского метрополитена.
Распределительное устройство 6—10 кВ совмещённой тяговопонизительной подстанции (СТП) выполняется из двух секций, работающих независимо и получающих питание от разных источников энергосистемы. При этом все преобразовательные агрегаты подключают к одной (первой) секции шин Р У 6—10 кВ, питание которой осуществляется по принципу тяговых подстанций. Необходимость подключения преобразовательных агрегатов к одной секции, обусловлена тем, что напряжение, подводимое к двум секциям Р У 6—10 кВ от разных источников, как правило, имеет некоторое различие. Если преобразовательные агрегаты подключить к разным секциям, имеющим разное напряжение, то нагрузка агрегатов будет неодинаковой: одни из агрегатов будут перегружены, а другие недогружены. Таким образом, первые секции шин 6—10 кВ получают питание непосредственно от источников энергосистемы, а вторые секции связаны с вторым источником через смежные подстанции.

### Структура подстанций метрополитена

РУ-825В СТП-49 киевского метрополитена

Основными элементами тяговых подстанций являются:
- Распределительные устройства 6–10 кВ;
- Распределительное устройство постоянного тока 825 В;
- Преобразовательные агрегаты;
- Аккумуляторные батареи;
- Распределительные устройства низкого напряжения.

#### Наземные подстанции
РУ 6(10) кВ как правило выполнено с одинарной секционированной системой шин. Питание осуществляется двумя линиями от одного источника электроэнергии. Вводы могут быть подключены к двум секциям (тогда секционный выключатель включен) или к 1-й секции и работают параллельно. Во втором случае питание 2-й секции осуществляется по перемычке с другой подстанции, в первом же перемычка используется в качестве резерва.
В качестве РУ 10 кВ применяют комплектные распределительные устройства. К шинам 10 кВ подключены преобразовательные агрегаты, трансформаторы силовых, осветительных, СЦБ нагрузок, а также перемычки к другим подстанциям.

#### Подземные тяговопонизительные подстанции
Подстанция получает основное питание от одного источника электроэнергии по двум параллельно работающим линиям, оборудованным максимальной направленной, максимально токовой защитой и токовой отсечкой. Обе линии подключены через электромагнитные выключатели к первой секции шин РУ 10(6) кВ. К первой секции подключены выпрямительные агрегаты (количество их зависит от мощности подстанции, но как правило их 3 или 2), а также по одному трансформатору силовых, осветительных нагрузок и СЦБ. А также к первой секции подключаются перемычки для питания смежных подстанций.
Вторая секция шин РУ 10(6) кВ получает питание по кабельной перемычке от смежной подстанции, электроснабжение которой
осуществляется от другого источника энергосистемы. К ней подключено по одному трансформатору силовых, осветительных нагрузок и СЦБ и перемычки.
Распредустройство 825 В получает питание от выпрямительных агрегатов через быстродействующие автоматы, защищающие их от обратных токов. РУ 825 В как правило имеет одну шину, от которой питаются все фидеры через быстродействующие автоматы, защищающие РУ 825 В от перегрузок и коротких замыканий. Часто, помимо автоматов основных фидеров, имеется один резервный, который может питать любой из фидеров, в случае отказа основного питания. Кроме этого, шина РУ 825 В в ночное "окно" заземляется через специальный замыкатель, для безопасности работников в тоннеле. В отдельных случаях РУ 825 может иметь более сложную систему с запасной шиной (см. тяговые подстанции наземного транспорта), а также секционирование основной шины, когда от одной подстанции питаются и главные пути и депо, отключение электроснабжения которого в ночное время не допустимо.
Как правило, подстанции размещаются в непосредственной близости от пассажирских станций между путевыми тоннелями. Они имеют по два этажа, на верхнем расположено оборудование, а на нижнем либо только кабели (кабельный коллектор), либо ещё и часть оборудования. Подстанции мелкого заложения сооружают открытым способом, они имеют прямоугольное поперечное сечение. Подстанции глубокого заложения в большинстве случаев имеют круглое сечение, их выполняют в чугунной обделке или в бетоне.
На всех тяговых, совмещённых тягово-понизительных, а также на подземных понизительных подстанциях имеются аккумуляторные батареи, которые используются для аварийного (в случае полной пропажи напряжения на подстанции) питания систем управления, сигнализации и т.п., а также для аварийного освещения станции. АБ подключена распредустройству постоянного тока РУ 115(220) В, которое получает питание в нормальном режиме от зарядно-подзарядных устройств.
Основной вход на подстанцию выполнен со стороны станции. Другими входом являются технологические двери в тоннель из отсека трансформаторов, РУ. Для вентиляции используются приточные и вытяжные вентиляторы, имеющие выход через вентиляционную шахту к открытому воздуху.

#### Подземные понизительные подстанции
Схема подземной понизительной подстанции имеет некоторые особенности. На подстанциях установлены двухобмоточные трансформаторы
с изолированной нейтралью со вторичным напряжением 400 и 230/133В. В виду требования высокой надежности электроснабжения на подстанции устанавливают два трансформатора для силовых нагрузок и два для осветительных, причем каждый трансформатор одного вида потребителей должен получать питание напряжением 6—10 кВ от отдельного источника электроэнергии.
Распределительные устройства 6—10 кВ выполняют с двумя
секциями шин, которые могут быть объединены секционным выключателем. Последний в
нормальном режиме выключен, обе секции работают независимо друг от друга, и
каждая из них получает питание от отдельного источника электроэнергии. На подстанции устанавливают один или два трансформатора для питания устройств СЦБ.
Наиболее распространенные станционные понизительные подстанции сооружают вблизи пассажирских станций, где сосредоточены основные силовые и осветительные
нагрузки. Для удобства в эксплуатации все РУ10 кВ; 380,220/127 и 115—150 В компактно размещены в одном помещении.
Так как подстанция, как правило, сооружается в обделке из металлических тюбингов, последние используют для устройства защитного заземления.
Вентиляция выполняется как и для подстанции мелкого заложения, но приточный воздух забирается только из тоннеля.

## Тяговые подстанции в истории и культуре

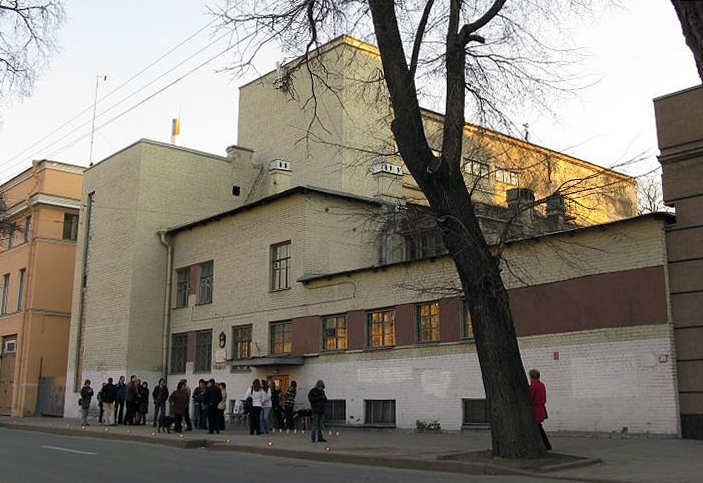
Тяговая подстанция № 11 «Горэлектротранс» в Санкт-Петербурге по адресу наб. реки Фонтанки, 3а. Архитектор Р. Н. Коханова

Тяговая подстанция № 11, известная как «Блокадная подстанция», расположена по адресу: Санкт-Петербург, набережная реки Фонтанки, 3, лит. А. На здании размещается мемориальная доска «Подвигу трамвайщиков блокадного Ленинграда. После суровой зимы 1941—1942 года эта тяговая подстанция дала энергию в сеть и обеспечила движение возрожденного трамвая». Здание является памятником истории и культуры регионального значения.